# ابنی (ویرجینیای غربی)
ابنی، غرب ویرجینیا (به انگلیسی: Abney, West Virginia) در ایالات متحده آمریکا است که در ویرجینیای غربی واقع شده‌است.

## خصوصیات
ابنی ۷۷۶٫۰۳ متر بالاتر از سطح دریا واقع شده‌است.